# 白髭神社 (葛飾区)
白髭神社（しらひげじんじゃ）は、東京都葛飾区の神社。旧地名を冠して渋江白髭神社（しぶえしらひげじんじゃ）とも称される。

## 歴史
創建年代は不明であるが、一説では860年（貞観2年）とも、治承年間（1177年-1181年）ともいわれている。
江戸時代は「客人大権現（まろうどだいごんげん）」と呼ばれており、渋江村の鎮守であった。
江戸幕府6代将軍徳川家宣の側室だった左京の局は、当社のご利益により世子家継を産んだとされたことから、江戸市中の女性の爆発的人気を呼んだという。
1869年（明治2年）に白髭・八王子・客人大権現を合祀して、「白髭神社」に改称した。
社殿は1848年（嘉永元年）に造営されたもので、1993年（平成5年）に瓦葺から銅板葺に改築された。

## 交通アクセス
- 四ツ木駅より徒歩約6分（経路案内）。

## 関連文献
- 「渋江村 白髭八王子客人権現合社」『新編武蔵風土記稿』 巻ノ22葛飾郡ノ3、内務省地理局、1884年6月。NDLJP:763978/80。